# Monthly Big Gangan
Monthly Big Gangan (月刊ビッグガンガン, Gekkan Biggu Gangan) est un magazine de prépublication de mangas mensuel de type seinen édité par Square Enix. Le magazine est créé en juin 2007 sous le titre Zoukan Young Gangan (増刊ヤングガンガン), et devient le 25 avril 2011 le Zoukan Young Gangan Big (増刊ヤングガンガンビッグ). Le 25 octobre 2011, il passe d'un rythme de diffusion bimensuel à mensuel et change une nouvelle fois de nom.

## Mangas prépubliés
- Bamboo Blade
- My Teen Romantic Comedy SNAFU
- Oreshura
- Patéma et le monde inversé
- Red Eyes Sword Zero: Akame ga Kill!
- Blue Eyes Sword: Hinowa ga Crush!
- Saenai Heroine no Sodatekata
- Tales of Wedding Rings
- Übel Blatt
- Goblin Slayer
- Magical Task Force Asuka